# Хавайан-Эйкерс
Хавайан-Эйкерс (англ. Hawaiian Acres) — статистически обособленная местность, расположенная в округе Гавайи (штат Гавайи, США) с населением в 1776 человек по статистическим данным переписи 2000 года.

## География
По данным Бюро переписи населения США статистически обособленная местность Хавайан-Эйкерс имеет общую площадь в 49,73 квадратных километров, водных ресурсов в черте населённого пункта не имеется.
Статистически обособленная местность Хавайан-Эйкерс расположена на высоте 309 метров над уровнем моря.

## Демография
По данным переписи населения 2000 года в Хавайан-Эйкерс проживало 1776 человек, 423 семьи, насчитывалось 698 домашних хозяйств и 843 жилых дома. Средняя плотность населения составляла около 35,7 человек на один квадратный километр. Расовый состав Хавайан-Эйкерс по данным переписи распределился следующим образом: 51,01 % белых, 1,41 % — чёрных или афроамериканцев, 0,62 % — коренных американцев, 9,85 % — азиатов, 8,67 % — выходцев с тихоокеанских островов, 27,08 % — представителей смешанных рас, 1,35 % — других народностей. Испаноговорящие составили 9,85 % от всех жителей статистически обособленной местности.
Из 698 домашних хозяйств в 33,1 % — воспитывали детей в возрасте до 18 лет, 40,7 % представляли собой совместно проживающие супружеские пары, в 11,7 % семей женщины проживали без мужей, 39,3 % не имели семей. 30,5 % от общего числа семей на момент переписи жили самостоятельно, при этом 3,0 % составили одинокие пожилые люди в возрасте 65 лет и старше. Средний размер домашнего хозяйства составил 2,54 человек, а средний размер семьи — 3,22 человек.
Население статистически обособленной местности по возрастному диапазону по данным переписи 2000 года распределилось следующим образом: 28,9 % — жители младше 18 лет, 6,3 % — между 18 и 24 годами, 29,7 % — от 25 до 44 лет, 28,5 % — от 45 до 64 лет и 6,6 % — в возрасте 65 лет и старше. Средний возраст жителей составил 38 лет. На каждые 100 женщин в Хавайан-Эйкерс приходилось 110,2 мужчин, при этом на каждые сто женщин 18 лет и старше приходилось 114,4 мужчин также старше 18 лет.
Средний доход на одно домашнее хозяйство в статистически обособленной местности составил 30 039 долларов США, а средний доход на одну семью — 35 726 долларов. При этом мужчины имели средний доход в 30 385 долларов США в год против 24 375 долларов среднегодового дохода у женщин. Доход на душу населения в статистически обособленной местности составил 16 242 доллара в год. 22,5 % от всего числа семей в округе и 28,1 % от всей численности населения находилось на момент переписи населения за чертой бедности, при этом 36 % из них были моложе 18 лет и 22 % — в возрасте 65 лет и старше.